# Соціальна відповідальність
Соціа́льна відповіда́льність — термін, що має двояке значення. З однієї сторони, це дотримання суб'єктами суспільних відносин вимог соціальних норм. З іншої (у випадках безвідповідальної поведінки, що не відповідає вимогам норм чи порушує суспільний порядок) соціальна відповідальність особи полягає в тому, що вона зобов'язується нести доповнюючий обов'язок особистого чи майнового характеру (Р. Хачатуров, Р. Ягутян). Це обов'язок особи оцінити власні наміри та здійснювати вибір поведінки відповідно до норм, що відображають інтереси суспільного розвитку, а у випадку порушення їх — обов'язок звітувати перед суспільством і нести покарання (Л. Білецька).
Соціальна відповідальність розглядається у двох аспектах, в залежності від того, якою є поведінка особи — соціально корисною чи соціально шкідливою:

## Проспективний (позитивний) аспект
Соціальна відповідальність тут характеризує позитивне ставлення особи до своїх учинків. Це розуміння їх важливості для суспільства, бажання зробити їх якомога краще.
Саме ця відповідальність мається на увазі, коли говорять про почуття відповідальності, про те, що людина бере відповідальність на себе. Це відповідальність за майбутню поведінку.

## Ретроспективний аспект
Ретроспективна відповідальність — це відповідальність за раніше вчинене. Вона передбачає зовнішній уплив зі сторони суспільства, держави, інших осіб. Вона може бути:
- правовою (юридична);
- позаправовою:
  - моральна / етична;
  - громадська / політична / партійна;
  - виробнича / корпоративна;
  - сімейно-побутова;
  - релігійна тощо.

«У суспільстві існує стільки різновидів соціальної відповідальності, скільки в ньому діє різновидів соціальних норм» (Р. Хачатуров).